# Underground (filme)
Underground (bra: Underground - Mentiras de Guerra; prt: Underground - Era uma Vez um País... ou Underground - Era uma Vez um País) é um filme franco-búlgaro-magiar-tcheco-teuto-iugoslavo de 1995, dos gêneros comédia dramática e guerra, dirigido por Emir Kusturica, com roteiro de Dusan Kovacevic.

## Sinopse
Durante a Segunda Guerra Mundial, uma família sobrevive num subterrâneo em Belgrado fabricando armas para os rebeldes, mas o intermediário não avisa quando a guerra termina.

## Elenco
- Ernst Stötzner - Franz
- Lazar Ristovski - Petar
- Miki Manojlovic - Marko Dren
- Mirjana Jokovic - Natalija Zovkov
- Slavko Stimac - Ivan
- Srdjan Todorovic - Jovan

## Prêmios e indicações
Festival de Cannes 1996
- Venceu
  - Palma de Ouro (melhor filme)[5]